# 财富管理
财富管理（Wealth Management） 是指财富管理机构面向高净值个人所提供的全面、配套的财务规划及金融服务，以满足客户的个人财务需求，帮助客户达到降低风险、实现财富保值、增值和传承的目的。

## 服务范围
财富管理在最广泛的意义上主要是资产管理及协调。因此经理人需要确定客户的全部资产，以便为客户提供有针对性的服务。服务范围包括现金储蓄管理、债务管理、个人风险管理、保险计划、投资组合管理、一般法律咨询、搬迁及房地产服务、税收、退休计划及遗产安排等。

## 财富管理机构
提供财富管理的金融机构包括商业银行、基金公司、保险公司、证券公司、信托公司等。财富管理机构通常通过内部专家来覆盖各个服务领域。除银行外，非银行资产管理人员也会提供财富管理方面的服务。客户可根据其需求的不同，从银行或独立资产管理人员得到有针对性的服务。

## 费用
财富管理服务的付费形式透明度高，以免于任何利益冲突。专业咨询报酬通常以专家顾问的最低费用一次付款的形式产生。

## 行業排名

### 整體
Euromoney在2019年的年度私人銀行和財富管理排名中的結果如下，其中考慮了管理資產(AUM），淨收入和淨新資產:
而瑞銀集團蟬聯"2019年度最佳私人銀行"榮譽。
| 2019 排名 | 2018 排名 | 銀行         |
| --------- | --------- | ------------ |
| 1         | 1         | 瑞銀集團     |
| 2         | 3         | 瑞士信貸集團 |
| 3         | 2         | 摩根大通     |
| 4         | 7         | 法國巴黎銀行 |
| 5         | 5         | 花旗集團     |
| 6         | 11        | 桑坦德銀行   |
| 7         | 4         | 寶盛集團     |
| 8         | 6         | 百達集團     |
| 9         | 9         | 高盛         |
| 10        | 8         | 滙豐控股     |

### By AUM
截至2019年, 全球十大私人銀行或提供私人銀銀行服務的機構如下: 
| 排名 | 銀行               | 總資產 (2019) (US$ Billion) |
| ---- | ------------------ | --------------------------- |
| 1    | 瑞銀集團           | 2,260.0                     |
| 2    | 摩根士丹利         | 1,046.0                     |
| 3    | 美國銀行           | 1,021.2                     |
| 4    | 瑞士信貸集團       | 770.0                       |
| 5    | 摩根大通           | 552.0                       |
| 6    | 花旗集團           | 460.0                       |
| 7    | 法國巴黎銀行       | 413.5                       |
| 8    | 高盛               | 391.8                       |
| 9    | 寶盛集團           | 379.1                       |
| 10   | 雷蒙詹姆斯金融公司 | 366.3                       |